# Paracharontidae
Paracharontidae zijn een familie van zweepspinnen (Amblypygi). De familie bestaat uit 1 nog levende soort.

## Taxonomie
- Geslacht Paracharon - Hansen, 1921
  - Paracharon caecus - Hansen, 1921
- Geslacht †Paracharonopsis - Engel & Grimaldi, 2014
  - †Paracharonopsis cambayensis - Engel & Grimaldi, 2014